# Naporitan

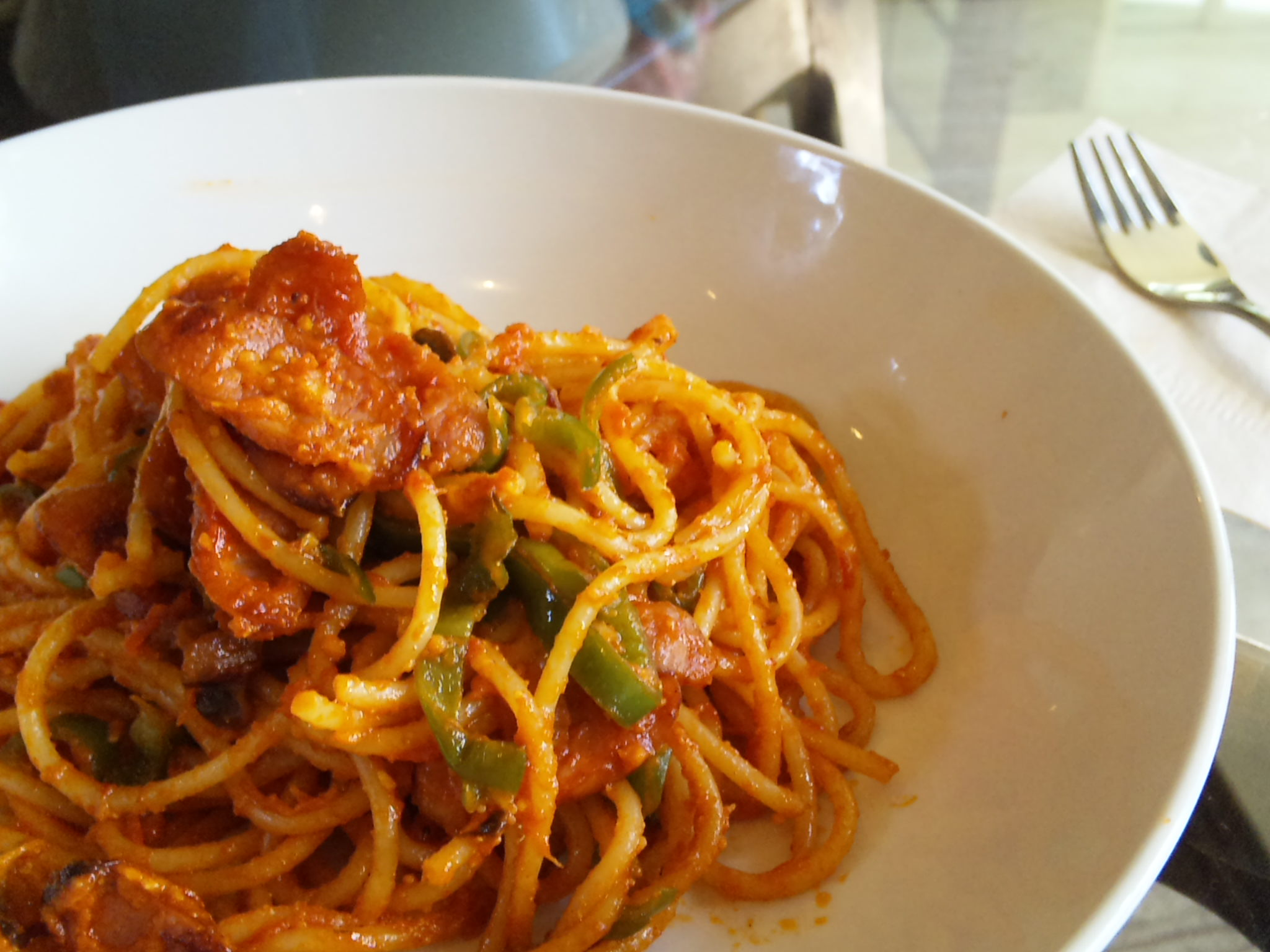
Naporitan spaghetti

Naporitan o anche Napolitan (in giapponese ナポリタン?) fa riferimento ad una salsa usata per condire gli spaghetti, diventata molto popolare in tutto il Giappone. 

## Preparazione
Nella composizione della salsa entrano: il ketchup al pomodoro (oppure solo pomodoro), la cipolla, i funghi, una salsa a base di peperoncini verdi e bacon. La ricetta sarebbe originaria di Yokohama ed è disponibile anche in versione istantanea.

## Origine
Questa salsa venne ideata da Shigetada Irie (入江茂忠), cuoco presso il New Grand Hotel (Hotel New Grand) di Yokohama, che trasse ispirazione dalle razioni militari in dotazione al Comando Alleato di occupazione, nel secondo dopoguerra.

## Nome
La ricetta deve il suo nome alla città di Napoli. Tuttavia, problemi di carattere fonetico, riconducibili alle caratteristiche  della lingua giapponese, hanno indotto una diversa pronuncia del nome della città partenopea, e quindi della ricetta.